# 도쿄도 선거구
도쿄도 선거구(일본어: 東京都選挙区)는 일본의 참의원 선거구이다. 비례구를 뺀 참의원 선거구 중 유권자 수 및 의원 정수가 가장 많은 선거구이다.

## 선거구 정보
| 지역      | 도쿄도 전역               |
| 의원 정수 | 12명 (개선 정수 6명)      |
| 유권자 수 | 11,539,720명 (2022년 9월) |

## 역대 의원
| 홀수회                         | 홀수회                         | 홀수회                       | 홀수회                       | 홀수회                     | 홀수회                     | 홀수회                         | 짝수회                         | 짝수회                         | 짝수회                         | 짝수회                       | 짝수회                       | 짝수회                       | 짝수회                          |
| 의원 1                         | 의원 2                         | 의원 3                       | 의원 4                       | 의원 5                     | 의원 6                     | 선거                           | 선거                           | 의원 1                         | 의원 2                         | 의원 3                       | 의원 4                       | 의원 5                       | 의원 6                          |
| ------------------------------ | ------------------------------ | ---------------------------- | ---------------------------- | -------------------------- | -------------------------- | ------------------------------ | ------------------------------ | ------------------------------ | ------------------------------ | ---------------------------- | ---------------------------- | ---------------------------- | ------------------------------- |
| 사쿠라우치 다쓰로 (일본민주당) | 요시카와 스에지로 (일본사회당) | 시마 기요시 (일본사회당)     | 구로카와 다케오 (일본자유당) |                            |                            | 1947년 제1회                   | 1947년 제1회                   | 호아시 게이 (무소속)           | 후카가와 다마에 (무소속)       | 니시카와 마사오 (일본자유당) | 도야마 헤이이치 (일본자유당) |                              |                                 |
| 사쿠라우치 다쓰로 (일본민주당) | 요시카와 스에지로 (일본사회당) | 시마 기요시 (일본사회당)     | 구로카와 다케오 (일본자유당) |                            | 1950년 제2회               | 야스이 겐 (자유당)             | 시게모리 도시하루 (일본사회당) | 호리 마코토 (노동자농민당)     | 후카가와 다마에 (일본민주당)   |                              |                              |                              |                                 |
| 구로카와 다케오 (자유당)       | 시게모리 도시하루 (일본사회당) | 오카다 소지 (사회당 좌파)    | 이치카와 후사에 (무소속)     | 1953년 제3회               |                            | 야스이 겐 (자유당)             | 시게모리 도시하루 (일본사회당) | 호리 마코토 (노동자농민당)     | 후카가와 다마에 (일본민주당)   |                              |                              |                              |                                 |
| 구로카와 다케오 (자유당)       | 시게모리 도시하루 (일본사회당) | 오카다 소지 (사회당 좌파)    | 이치카와 후사에 (무소속)     |                            | 1956년 제4회               | 야스이 겐 (자유민주당)         | 노사카 산조 (일본공산당)       | 시마 기요시 (일본사회당)       | 시게모리 도시하루 (일본사회당) |                              |                              |                              |                                 |
| 가시와바라 야스 (무소속)       | 이치카와 후사에 (무소속)       | 아이카와 긴지로 (자유민주당) | 구로카와 다케오 (자유민주당) | 1959년 제5회               |                            | 야스이 겐 (자유민주당)         | 노사카 산조 (일본공산당)       | 시마 기요시 (일본사회당)       | 시게모리 도시하루 (일본사회당) |                              |                              |                              |                                 |
| 가시와바라 야스 (무소속)       | 이치카와 후사에 (무소속)       | 노사카 산조 (일본공산당)     | 구로카와 다케오 (자유민주당) | 1962년 보궐                | 1962년 제6회               | 야스이 겐 (자유민주당)         | 이즈미 사토루 (무소속)         | 이시이 게이 (자유민주당)       | 오카다 소지 (일본사회당)       |                              |                              |                              |                                 |
| 노사카 산조 (일본공산당)       | 호조 히로시 (공명당)           | 기무라 기하치로 (일본사회당) | 이치카와 후사에 (무소속)     | 1965년 제7회               |                            | 야스이 겐 (자유민주당)         | 이즈미 사토루 (무소속)         | 이시이 게이 (자유민주당)       | 오카다 소지 (일본사회당)       |                              |                              |                              |                                 |
| 노사카 산조 (일본공산당)       | 호조 히로시 (공명당)           | 기무라 기하치로 (일본사회당) | 이치카와 후사에 (무소속)     |                            | 1968년 제8회               | 아베 겐이치 (공명당)           | 야스이 겐 (자유민주당)         | 마쓰시타 마사토시 (민주사회당) | 우라베 히데오 (일본사회당)     |                              |                              |                              |                                 |
| 하라 분베 (자유민주당)         | 구로야나기 아키라 (공명당)     | 기지마 노리오 (민사당)       | 노사카 산조 (일본공산당)     | 1971년 제9회               |                            | 아베 겐이치 (공명당)           | 야스이 겐 (자유민주당)         | 마쓰시타 마사토시 (민주사회당) | 우라베 히데오 (일본사회당)     |                              |                              |                              |                                 |
| 하라 분베 (자유민주당)         | 구로야나기 아키라 (공명당)     | 기지마 노리오 (민사당)       | 노사카 산조 (일본공산당)     |                            | 1974년 제10회              | 야스이 겐 (자유민주당)         | 우에다 데쓰 (일본사회당)       | 아베 겐이치 (공명당)           | 우에다 고이치로 (일본공산당)   |                              |                              |                              |                                 |
| 하라 분베 (자유민주당)         | 구로야나기 아키라 (공명당)     | 기지마 노리오 (민사당)       | 가키자와 고지 (신자유클럽)   | 1977년 제11회              |                            | 야스이 겐 (자유민주당)         | 우에다 데쓰 (일본사회당)       | 아베 겐이치 (공명당)           | 우에다 고이치로 (일본공산당)   |                              |                              |                              |                                 |
| 하라 분베 (자유민주당)         | 구로야나기 아키라 (공명당)     | 기지마 노리오 (민사당)       | 가키자와 고지 (신자유클럽)   |                            | 1980년 제12회              | 야스이 겐 (자유민주당)         | 미키 다다오 (공명당)           | 우에다 고이치로 (일본공산당)   | 우쓰노미야 도쿠마 (무소속)     |                              |                              |                              |                                 |
| 노즈에 진페이 (세금당)         | 하라 분베 (자유민주당)         | 구로야나기 아키라 (공명당)   | 나이토 이사오 (일본공산당)   | 1983년 제13회              |                            | 야스이 겐 (자유민주당)         | 미키 다다오 (공명당)           | 우에다 고이치로 (일본공산당)   | 우쓰노미야 도쿠마 (무소속)     |                              |                              |                              |                                 |
| 노즈에 진페이 (세금당)         | 하라 분베 (자유민주당)         | 구로야나기 아키라 (공명당)   | 나이토 이사오 (일본공산당)   |                            | 1986년 제14회              | 미키 다다오 (공명당)           | 오노 기요코 (자유민주당)       | 다나베 데쓰오 (자유민주당)     | 우에다 고이치로 (일본공산당)   |                              |                              |                              |                                 |
| 덴 히데오 (무소속)             | 하라 분베 (자유민주당)         | 노즈에 진페이 (세금당)       | 구로야나기 아키라 (공명당)   | 1989년 제15회              |                            | 미키 다다오 (공명당)           | 오노 기요코 (자유민주당)       | 다나베 데쓰오 (자유민주당)     | 우에다 고이치로 (일본공산당)   |                              |                              |                              |                                 |
| 덴 히데오 (무소속)             | 하라 분베 (자유민주당)         | 노즈에 진페이 (세금당)       | 구로야나기 아키라 (공명당)   |                            | 1992년 제16회              | 하마요쓰 도시코 (공명당)       | 우에다 고이치로 (일본공산당)   | 모리타 겐사쿠 (무소속)         | 오노 기요코 (자유민주당)       |                              |                              |                              |                                 |
| 우오즈미 유이치로 (신진당)     | 호사카 산조 (자유민주당)       | 오가타 야스오 (일본공산당)   | 덴 히데오 (평화·시민)        | 1995년 제17회              |                            | 하마요쓰 도시코 (공명당)       | 우에다 고이치로 (일본공산당)   | 모리타 겐사쿠 (무소속)         | 오노 기요코 (자유민주당)       |                              |                              |                              |                                 |
| 우오즈미 유이치로 (신진당)     | 호사카 산조 (자유민주당)       | 오가타 야스오 (일본공산당)   | 덴 히데오 (평화·시민)        |                            | 1998년 제18회              | 오가와 도시오 (민주당)         | 하마요쓰 도시코 (공명당)       | 이노우에 미요 (일본공산당)     | 나카무라 아쓰오 (무소속)       |                              |                              |                              |                                 |
| 호사카 산조 (자유민주당)       | 야마구치 나쓰오 (공명당)       | 스즈키 간 (민주당)           | 오가타 야스오 (일본공산당)   | 2001년 제19회              |                            | 오가와 도시오 (민주당)         | 하마요쓰 도시코 (공명당)       | 이노우에 미요 (일본공산당)     | 나카무라 아쓰오 (무소속)       |                              |                              |                              |                                 |
| 호사카 산조 (자유민주당)       | 야마구치 나쓰오 (공명당)       | 스즈키 간 (민주당)           | 오가타 야스오 (일본공산당)   |                            | 2004년 제20회              | 나카가와 마사하루 (자유민주당) | 오가와 도시오 (민주당)         | 렌호 (민주당)                  | 사와 유지 (공명당)             |                              |                              |                              |                                 |
| 오카와라 마사코 (민주당)       | 야마구치 나쓰오 (공명당)       | 스즈키 간 (민주당)           | 마루카와 다마요 (자유민주당) | 가와다 류헤이 (무소속)     | 2007년 제21회              | 나카가와 마사하루 (자유민주당) | 오가와 도시오 (민주당)         | 렌호 (민주당)                  | 사와 유지 (공명당)             |                              |                              |                              |                                 |
| 오카와라 마사코 (민주당)       | 야마구치 나쓰오 (공명당)       | 스즈키 간 (민주당)           | 마루카와 다마요 (자유민주당) | 가와다 류헤이 (무소속)     |                            | 2010년 제22회                  | 렌호 (민주당)                  | 다케야 도시코 (공명당)         | 나카가와 마사하루 (자유민주당) | 오가와 도시오 (민주당)       | 마쓰다 고타 (모두의 당)      |                              |                                 |
| 마루카와 다마요 (자유민주당)   | 야마구치 나쓰오 (공명당)       | 기라 요시코 (일본공산당)     | 야마모토 다로 (무소속)       | 다케미 게이조 (자유민주당) | 2013년 제23회              |                                | 렌호 (민주당)                  | 다케야 도시코 (공명당)         | 나카가와 마사하루 (자유민주당) | 오가와 도시오 (민주당)       | 마쓰다 고타 (모두의 당)      |                              |                                 |
| 마루카와 다마요 (자유민주당)   | 야마구치 나쓰오 (공명당)       | 기라 요시코 (일본공산당)     | 야마모토 다로 (무소속)       | 다케미 게이조 (자유민주당) |                            | 2016년 제24회                  | 렌호 (민진당)                  | 나카가와 마사하루 (자유민주당) | 다케야 도시코 (공명당)         | 야마조에 다쿠 (일본공산당)   | 아사히 겐타로 (자유민주당)   | 오가와 도시오 (민진당)       |                                 |
| 마루카와 다마요 (자유민주당)   | 야마구치 나쓰오 (공명당)       | 기라 요시코 (일본공산당)     | 시오무라 아야카 (입헌민주당) | 오토키타 슌 (일본유신회)   | 다케미 게이조 (자유민주당) | 2019년 제25회                  | 렌호 (민진당)                  | 나카가와 마사하루 (자유민주당) | 다케야 도시코 (공명당)         | 야마조에 다쿠 (일본공산당)   | 아사히 겐타로 (자유민주당)   | 오가와 도시오 (민진당)       |                                 |
| 마루카와 다마요 (자유민주당)   | 야마구치 나쓰오 (공명당)       | 기라 요시코 (일본공산당)     | 시오무라 아야카 (입헌민주당) | 오토키타 슌 (일본유신회)   | 다케미 게이조 (자유민주당) |                                | 2022년 제26회                  | 아사히 겐타로 (자유민주당)     | 다케야 도시코 (공명당)         | 야마조에 다쿠 (일본공산당)   | 렌호 (입헌민주당)            | 이쿠이나 아키코 (자유민주당) | 야마모토 다로 (레이와 신센구미) |

## 최근 선거 결과

### 2016년 (제24회)
| 제24회 참의원 의원 통상선거도쿄도 선거구 (정수: 6명)        |                       |                          |             |        |      |                             |
| 선거일: 2016년 7월 10일유권자수: 11,157,991명투표율: 57.50% |                       |                          |             |        |      |                             |
| 후보                                                        | 후보                  | 정당                     | 득표        | 득표율 | 당락 | 비고                        |
|                                                             | 렌호                  | 민진당                   | 1,123,145표 | 18.05% | 당선 |                             |
|                                                             | 나카가와 마사하루     | 자유민주당               | 884,823표   | 14.22% | 당선 |                             |
|                                                             | 다케야 도시코         | 공명당                   | 770,535표   | 12.38% | 당선 |                             |
|                                                             | 야마조에 다쿠         | 일본공산당               | 665,835표   | 10.70% | 당선 |                             |
|                                                             | 아사히 겐타로         | 자유민주당               | 644,799표   | 10.36% | 당선 |                             |
|                                                             | 오가와 도시오         | 민진당                   | 508,131표   | 8.16%  | 당선 |                             |
|                                                             | 다나카 야스오         | 오사카 유신회            | 469,314표   | 7.54%  |      |                             |
|                                                             | 요코쿠메 가쓰히토     | 무소속                   | 310,133표   | 4.98%  |      |                             |
|                                                             | 미야케 요헤이         | 무소속                   | 257,036표   | 4.13%  |      | 야마모토 타로와 동료들 추천 |
|                                                             | 스즈키 마리코         | 일본의 마음              | 102,402표   | 1.65%  |      |                             |
|                                                             | 마스야마 레나         | 사회민주당               | 93,677표    | 1.51%  |      |                             |
|                                                             | 고바야시 고키         | 국민 분노의 소리         | 82,357표    | 1.32%  |      |                             |
|                                                             | 사토 가오리           | 무소속                   | 67,535표    | 1.09%  |      | 녹색당 추천                 |
|                                                             | 다카기 사야           | 신당개혁                 | 60,431표    | 0.97%  |      |                             |
|                                                             | 스즈키 노부유키       | 유신정당·신풍            | 42,858표    | 0.69%  |      |                             |
|                                                             | 하마다 가즈유키       | 무소속                   | 28,408표    | 0.46%  |      |                             |
|                                                             | 도쿠마                | 행복실현당               | 20,412표    | 0.33%  |      |                             |
|                                                             | 스즈키 다쓰오         | 무소속                   | 16,187표    | 0.26%  |      | 중핵파 지지                 |
|                                                             | 야나가이사와 히데토시 | 무소속                   | 12,091표    | 0.19%  |      |                             |
|                                                             | 사토 히토시           | 지지정당 없음            | 7,853표     | 0.13%  |      |                             |
|                                                             | 요코보리 요시히사     | 무소속                   | 7,329표     | 0.12%  |      |                             |
|                                                             | 마타요시 미쓰오       | 세계경제공동체당         | 6,114표     | 0.10%  |      |                             |
|                                                             | 가와카미 고지         | 무소속                   | 5,812표     | 0.09%  |      |                             |
|                                                             | 이누마루 가쓰코       | 이누마루 가쓰코와 공화당 | 5,388표     | 0.09%  |      |                             |
|                                                             | 오쓰키 후미히코       | 지지정당 없음            | 5,377표     | 0.09%  |      |                             |
|                                                             | 이와사카 유키오       | 무소속                   | 5,184표     | 0.08%  |      |                             |
|                                                             | 하라다 기미아키       | 무소속                   | 5,017표     | 0.08%  |      |                             |
|                                                             | 후카에 다카시         | 지지정당 없음            | 4,497표     | 0.07%  |      |                             |
|                                                             | 히메지 겐지           | 지구평화당               | 3,854표     | 0.06%  |      |                             |
|                                                             | 사메지마 료지         | 지지정당 없음            | 3,714표     | 0.06%  |      |                             |
|                                                             | 후지시로 히로유키     | 챌린지드 일본            | 3,296표     | 0.05%  |      |                             |
| 합계                                                        | 합계                  | 합계                     | 6,223,544표 |        |      |                             |

### 2019년 (제25회)
| 제25회 참의원 의원 통상선거도쿄도 선거구 (정수: 6명)        |                   |                             |             |        |      |                |
| 선거일: 2019년 7월 21일유권자수: 11,396,789명투표율: 51.77% |                   |                             |             |        |      |                |
| 후보                                                        | 후보              | 정당                        | 득표        | 득표율 | 당락 | 비고           |
|                                                             | 마루카와 다마요   | 자유민주당                  | 1,143,458표 | 19.88% | 당선 |                |
|                                                             | 야마구치 나쓰오   | 공명당                      | 815,445표   | 14.18% | 당선 |                |
|                                                             | 기라 요시코       | 일본공산당                  | 706,532표   | 12.28% | 당선 |                |
|                                                             | 시오무라 아야카   | 입헌민주당                  | 688,234표   | 11.97% | 당선 |                |
|                                                             | 오토키타 슌       | 일본유신회                  | 526,575표   | 9.16%  | 당선 | 새로운 당 추천 |
|                                                             | 다케미 게이조     | 자유민주당                  | 525,302표   | 9.13%  | 당선 |                |
|                                                             | 야마기시 잇세이   | 입헌민주당                  | 496,347표   | 8.63%  |      |                |
|                                                             | 노하라 요시마사   | 레이와 신센구미             | 214,438표   | 3.73%  |      |                |
|                                                             | 미즈노 모토코     | 국민민주당                  | 186,667표   | 3.25%  |      |                |
|                                                             | 노즈에 진페이     | 무소속                      | 91,194표    | 1.59%  |      |                |
|                                                             | 아사쿠라 레이코   | 사회민주당                  | 86,355표    | 1.50%  |      |                |
|                                                             | 나나미 히로코     | 행복실현당                  | 34,121표    | 0.59%  |      |                |
|                                                             | 사토 히토시       | 안락사 제도를 생각하는 모임 | 26,958표    | 0.47%  |      |                |
|                                                             | 요코야마 마사히로 | 안락사 제도를 생각하는 모임 | 23,582표    | 0.41%  |      |                |
|                                                             | 미조구치 고이치   | 올리브나무                  | 18,123표    | 0.32%  |      |                |
|                                                             | 모리 기요시       | 무소속                      | 15,475표    | 0.27%  |      |                |
|                                                             | 세키구치 야스히로 | 무소속                      | 9,686표     | 0.17%  |      |                |
|                                                             | 니시노 데이키치   | 무소속                      | 9,562표     | 0.17%  |      |                |
|                                                             | 오쓰카 기쿠오     | 일본무당파당                | 3,586표     | 0.06%  |      |                |
| 합계                                                        | 합계              | 합계                        | 5,621,640표 |        |      |                |

### 2022년 (제26회)
| 제26회 참의원 의원 통상선거도쿄도 선거구 (정수: 6명)        |                   |                                           |             |        |      |                 |
| 선거일: 2022년 7월 10일유권자수: 11,454,822명투표율: 56.55% |                   |                                           |             |        |      |                 |
| 후보                                                        | 후보              | 정당                                      | 득표        | 득표율 | 당락 | 비고            |
|                                                             | 아사히 겐타로     | 자유민주당                                | 922,793표   | 14.65% | 당선 |                 |
|                                                             | 다케야 도시코     | 공명당                                    | 742,968표   | 11.80% | 당선 |                 |
|                                                             | 야마조에 다쿠     | 일본공산당                                | 685,224표   | 10.88% | 당선 |                 |
|                                                             | 렌호              | 입헌민주당                                | 670,339표   | 10.64% | 당선 |                 |
|                                                             | 이쿠이나 아키코   | 자유민주당                                | 619,792표   | 9.84%  | 당선 |                 |
|                                                             | 야마모토 다로     | 레이와 신센구미                           | 565,925표   | 8.99%  | 당선 |                 |
|                                                             | 에비사와 유키     | 일본유신회                                | 530,361표   | 8.42%  |      |                 |
|                                                             | 마쓰오 아키히로   | 입헌민주당                                | 372,064표   | 5.91%  |      |                 |
|                                                             | 오토타케 히로타다 | 무소속                                    | 322,904표   | 5.13%  |      |                 |
|                                                             | 아라키 지하루     | 퍼스트회                                  | 284,629표   | 4.52%  |      | 국민민주당 추천 |
|                                                             | 가와니시 미오     | 참정당                                    | 137,692표   | 2.19%  |      |                 |
|                                                             | 핫토리 료이치     | 사회민주당                                | 59,365표    | 0.94%  |      |                 |
|                                                             | 마쓰다 미키       | NHK당                                     | 53,032표    | 0.84%  |      |                 |
|                                                             | 다카기 사야       | 어린이의 당                               | 50,661표    | 0.80%  |      |                 |
|                                                             | 구쓰자와 료지     | 일본개혁당                                | 46,641표    | 0.74%  |      |                 |
|                                                             | 다무라 마나       | 공화당                                    | 27,110표    | 0.43%  |      |                 |
|                                                             | 오이카와 유키히사 | 행복실현당                                | 25,209표    | 0.40%  |      |                 |
|                                                             | 고노 겐지         | 유신정당·신풍                             | 22,306표    | 0.35%  |      |                 |
|                                                             | 안도 히로시       | 신당 구니모리                             | 20,758표    | 0.33%  |      |                 |
|                                                             | 다나카 겐         | NHK당                                     | 19,287표    | 0.31%  |      |                 |
|                                                             | 고토 데루키       | 메타버스당                                | 19,100표    | 0.30%  |      |                 |
|                                                             | 스가와라 미유키   | 일본제일당                                | 17,020표    | 0.27%  |      |                 |
|                                                             | 아오야마 마사유키 | 자유공화당                                | 14,845표    | 0.24%  |      |                 |
|                                                             | 하세가와 요헤이   | NHK당                                     | 13,431표    | 0.21%  |      |                 |
|                                                             | 이노 게이지       | NHK당                                     | 10,150표    | 0.16%  |      |                 |
|                                                             | 셋타 겐지         | NHK당                                     | 9,658표     | 0.15%  |      |                 |
|                                                             | 나카무라 다카시   | 무소속                                    | 7,417표     | 0.12%  |      |                 |
|                                                             | 나카가와 도모하루 | 무소속                                    | 7,203표     | 0.11%  |      |                 |
|                                                             | 고미야마 히로시   | 스마일당                                  | 5,408표     | 0.09%  |      |                 |
|                                                             | 나이토 히사오     | 평화당                                    | 3,559표     | 0.06%  |      |                 |
|                                                             | 아부라이 후미마사 | 무소속                                    | 3,370표     | 0.05%  |      |                 |
|                                                             | 고바타 하루히코   | 천명당                                    | 3,283표     | 0.05%  |      |                 |
|                                                             | 나카무라 미도리   | 오키나와의 미군 기지를 도쿄로 이전하는 당 | 3,043표     | 0.05%  |      |                 |
|                                                             | 구와지마 야스후미 | 핵융합당                                  | 1,913표     | 0.03%  |      |                 |
| 합계                                                        | 합계              | 합계                                      | 6,298,460표 |        |      |                 |

## 같이 보기
- 도쿄도 제1구
- 도쿄도 제2구
- 도쿄도 제3구
- 도쿄도 제4구
- 도쿄도 제5구
- 도쿄도 제6구
- 도쿄도 제7구
- 도쿄도 제8구
- 도쿄도 제9구
- 도쿄도 제10구
- 도쿄도 제11구
- 도쿄도 제12구
- 도쿄도 제13구
- 도쿄도 제14구
- 도쿄도 제15구
- 도쿄도 제16구
- 도쿄도 제17구
- 도쿄도 제18구
- 도쿄도 제19구
- 도쿄도 제20구
- 도쿄도 제21구
- 도쿄도 제22구
- 도쿄도 제23구
- 도쿄도 제24구
- 도쿄도 제25구